# توبيتسو
توبيتسو هي بلدية في اليابان، وبلدة في اليابان، تقع في مقاطعة إيشيكاري، ومقاطعة إشيكاري، بلغ عدد سكانها 16,158 نسمة وذلك حسب إحصائيات سنة 2018، تبلغ مساحتها 39.5 كيلومتر مربع.

## مدن توأم
المدن التوأم:
- Leksand Municipality [الإنجليزية]‏.

## أعلام
- ساتوشي أراي